# Viszonylatjelző tábla

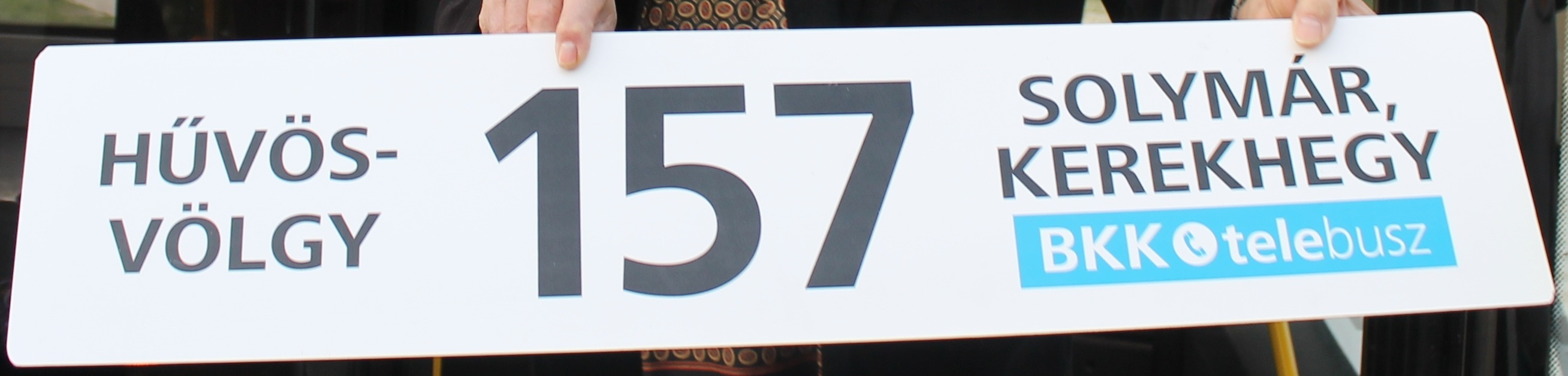
A budapesti 157-es busz viszonylatjelző táblája

A viszonylatjelző tábla egy olyan tábla, mely tömegközlekedési eszközökön információkat szolgáltat az utasoknak. A táblákon megjelenik a járat számjelzése, a két végállomás, esetenként a járat útvonala is.

## Története
Az első viszonylatjelző táblák a nagyobb városok helyijáratos közlekedésében fordultak elő. Budapesten 1915-ben jelentek meg a számjelzést tartalmazó táblák, majd több városban is elterjedtek. Később, az 1950-es évektől táblázatban a megállók és FAÜ átszállási kapcsolatok szerepeltek. Később az FVV járművein is megjelentek a táblák. 1968-tól BKV nem változtatott a táblák megjelenésén.

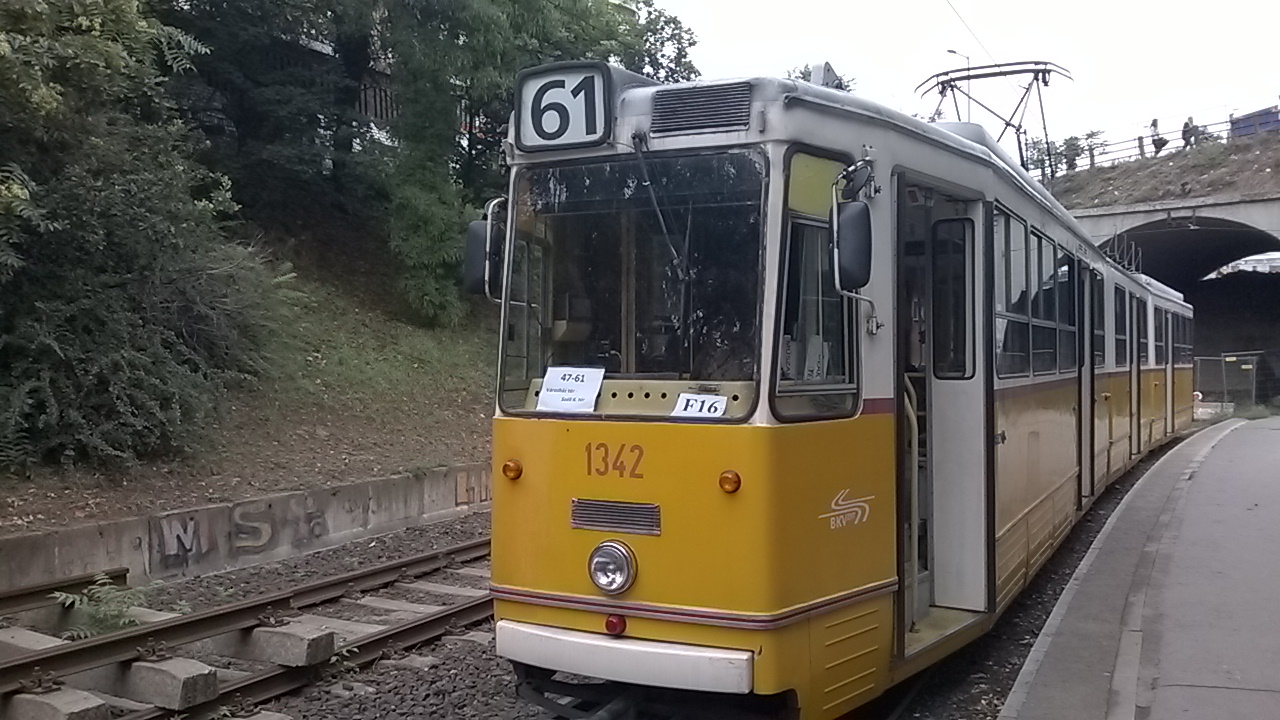
Budapesti villamos 61-es viszonylatjelző táblával.

Amikor 1994-ben megjelentek a FOK-GYEM kijelzős Ikarus 400-asok, kiderült, hogy a táblás rendszer bizony idejétmúlt. Erre ráerősítettek a 2004-ben érkezett Volvo 7700A típusú autóbuszok is. A 2008-as új paraméterkönyv rengeteg új járatot hozott létre, amelyek új viszonylatjelzőket kaptak. Ezek hátoldalán a járat útvonala látható és az átszállási lehetőségek. A villamosok ilyen tábláin a vonal környéke is látható, mint térkép. A HÉV-en is megjelentek az ilyen táblák.
Az első viszonylatjelző táblák a Budapesti Közúti Vaspálya Társaságnál (BKVT) jelentek meg. Ezek viszonylag egyszerűek voltak: a viszonylatszámot és a két végállomást jelezték a kocsi külső oldalán. Az 1950-es években már olyan viszonylatjelző táblák voltak forgalomban, melyeken a viszonylatszám, a két végállomás és az útvonal volt látható. Ezek parafa táblák voltak kartonpapírra nyomtatott szöveggel. 1966-ig vörös színű római és arab számokkal a viszonylat jelzése melletti kockában a kocsik forgalmi számát is feltüntették. Ez az információ a végállomási indító és más forgalmi dolgozókat tájékoztatta. A forgalmi szám nélküli táblák egészen 1978-ig voltak forgalomban, de már 1973-ban a Nagykörúton megjelentek az új műanyag „oldaltáblák”. Legtöbbször mindkét oldalán ugyanaz a szöveg volt olvasható, de sok esetben a megállókon kívül a két végállomás, a megállóhelyek és az átszállási kapcsolatok is fel voltak tüntetve.

### Budapest

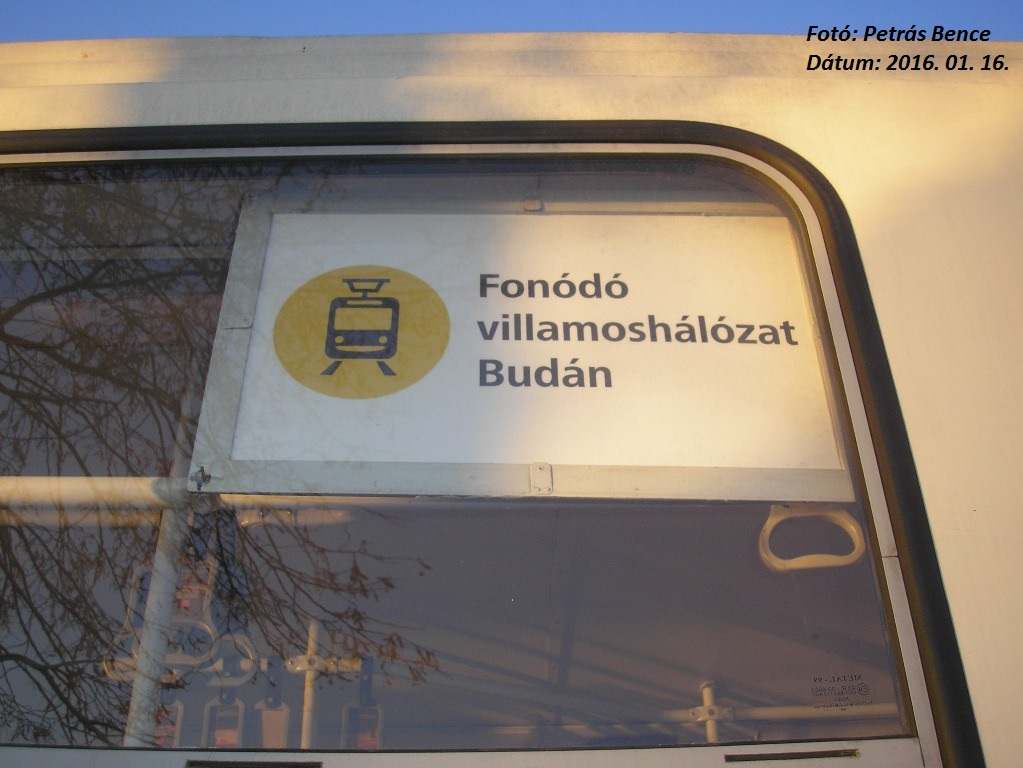
Budapesti fonódó villamoshálózat tábla

A budapesti viszonylatjelző táblákon középen a járatszám, a két szélén a két végállomás szerepel, vagy a számjelzés a tábla bal oldalán van, a két végállomás a tábla tetején és alján található. A táblák műanyagból készültek, azonban a ZiU-5-ös és a ZiU-9-es trolibuszokon alumínium tábla volt megtalálható. Budapesten az 1910-es években kezdtek megjelenni az első viszonylatjelző táblák, amelyek csak a vonal számát tartalmazták. Az 1950-es évektől a villamosokon, autóbuszokon és trolibuszokon megjelentek a két végállomást is tartalmazó táblák. Ezt a formátumot később több város is átvette, többek között Debrecen, Szeged és Miskolc. A Budapestről induló helyközi és távolsági autóbuszok tábláin 2007-ig az útvonal két végállomása volt megtalálható, ezután az elővárosi járatokon számjelzést vezettek be. Az 1968-ban létrejött Budapesti Közlekedési Vállalat az 1976-as viszonylatszám-reform idején vezette be a táblákon és az utastájékoztatásban alkalmazott Helvetica betűtípust, amit az 1990-es években az Arial tipográfiájával váltott le. (Az alumínium táblákat pedig az 1980-as évek elején cserélték kemény, majd a 2008-as járatreform idején lágyabb műanyagokra.) A 2011-ben megalakult Budapesti Közlekedési Központ 2012-ben vette át egyebek mellett a forgalomirányítás és az utastájékoztatás feladatát is. Az új arculat szerves elemeként ekkor vezették be a táblákon és a hirdetményeken a Frutiger Next Pro betűtípust. A 2013–2014 között megvalósult FUTÁR-projekt keretében minden járművet felszereltek GPS alapú nyomkövető rendszerrel, amely egyúttal az audiovizuális utastájékoztatás feladatát is képes ellátni. (Amennyiben az adott jármű elektronikus kijelzőkkel rendelkezik.) A kijelzős járművek elterjedése következtében a 2020-as évekre drasztikusan lecsökkent az igény a hagyományos táblákra, egyre ritkábban fordulnak elő. 2022-ben az Ikarus 200-as és a magaspadlós Ikarus 400-as széria kivonásával a viszonylatjelző-táblákat végleg kivezették, azóta autóbuszokon már legfeljebb pótlások vagy kijelzőhiba esetén használnak műanyag táblákat. Régebbi villamostípusokon még láthatók járatszám-jelzést és megállóhelyi adatokat mutató táblák: a Ganz CSMG villamosokon homlok- és oldaltábla található.

### Debrecen

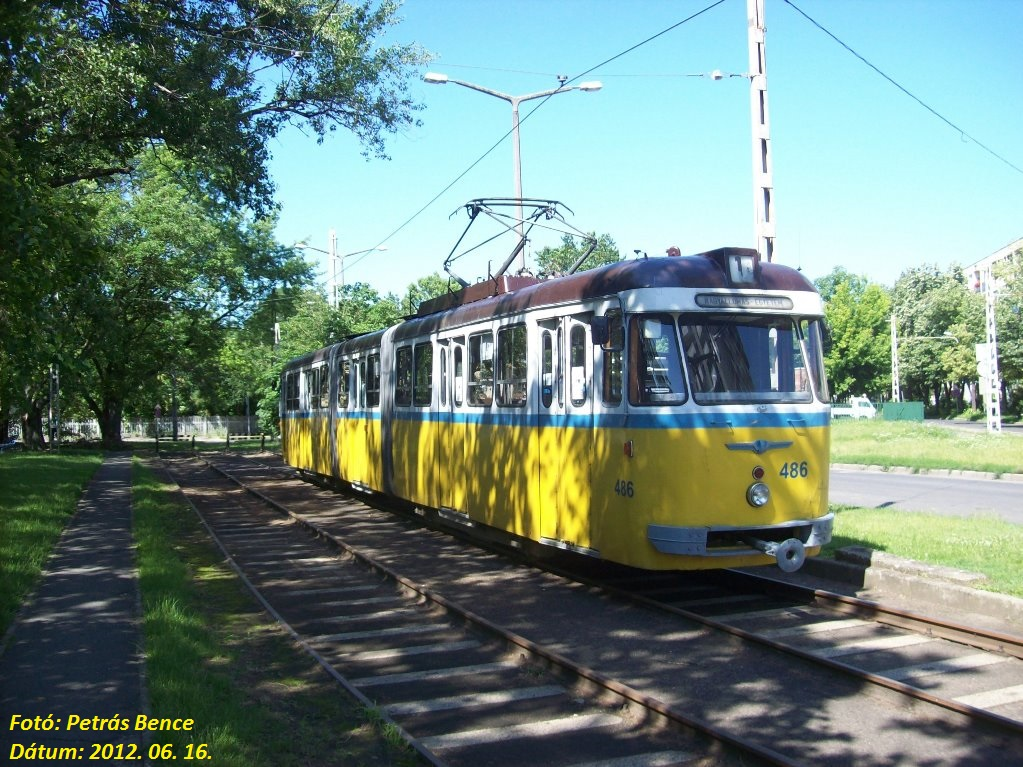
Debreceni táblás villamos 2012-ben

Debrecenben a viszonylatjelző táblákon a számjelzés bal oldalon, vagy középen található a két végállomás pedig a tábla tetején és alján. A táblák a legtöbb esetben műanyagból készültek, de az 1980-as évekig alumíniumból készült táblák is előfordultak.
Az 1961 és 1975 között gyártott FVV CSM típusú villamosok itt közlekedtek legtovább az országban. Debrecenben az utolsó, digitális kijelzővel nem felszerelt villamost 2014-ben vonták ki a forgalomból. Debrecenben manapság más városokkal együtt háttérbe szorultak a viszonylatjelző táblák. Az új járműveken digitális kijelző helyettesíti a táblák funkcióit.

### Miskolc

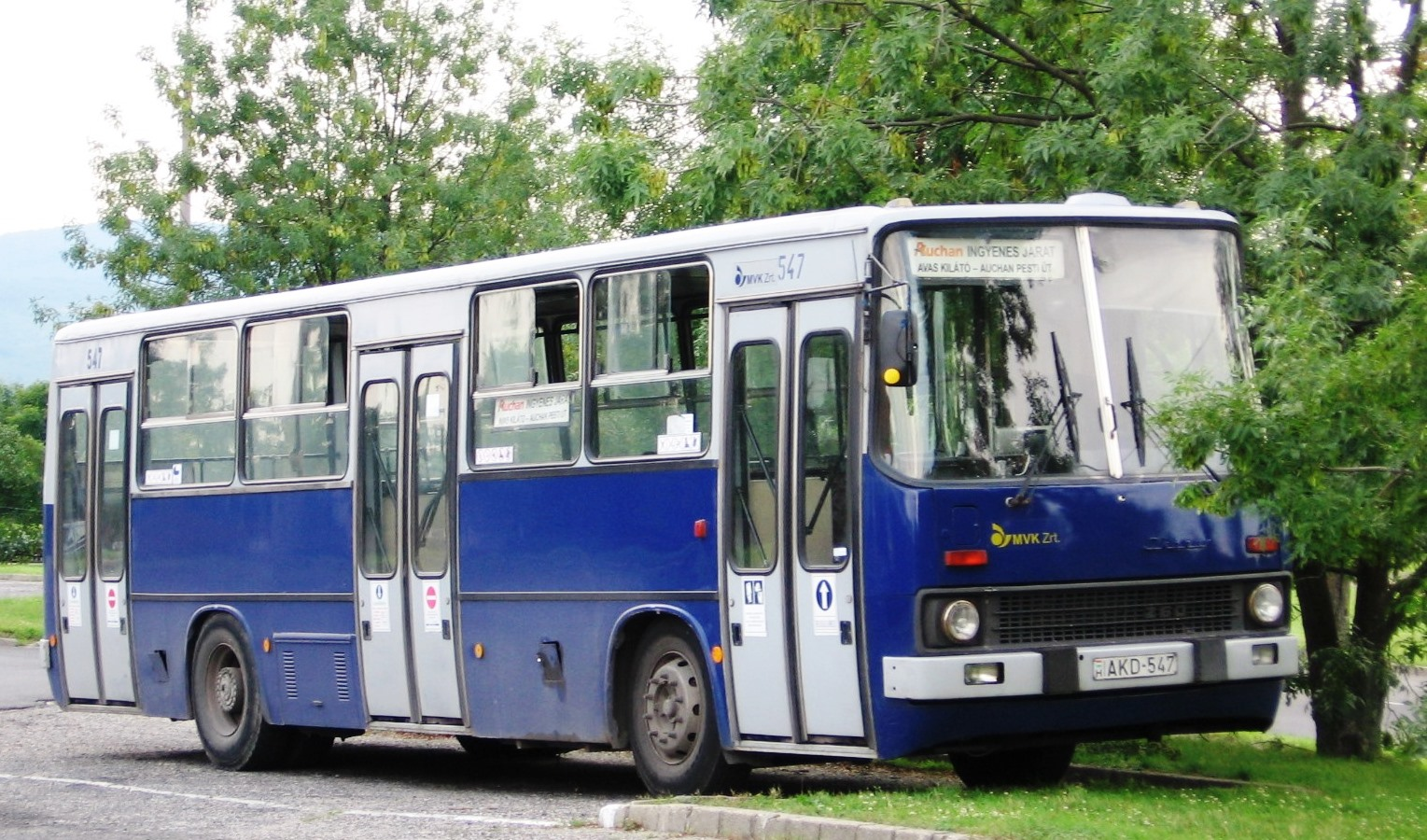
Miskolci Ikarus 260-as autóbusz viszonylatjelző táblával

A miskolci viszonylatjelző táblák nagyrészt megegyeznek a budapesti táblák elrendezésében. A táblán középen a járat számjelzése, a szám két oldalán pedig a két végállomás található. A városban 1897-ben indult el a villamosközlekedés. Az utolsó, viszonylattáblás (kijelzővel nem rendelkező) villamostípust 2015-ben vonták ki a forgalomból. Miskolc városában 1926-ban indult el a menetrendszerinti autóbusz-közlekedés. A járműveken kezdetben csak számjelzést tartalmazó viszonylat-jelző táblák jelentek meg.